# Христианская этика
Христианская этика, или нравственное учение христианства, определяет моральные ориентиры человеческого поведения. Поведение человека основывается на христианском представлении о природе и предназначении человека, его отношении с Богом. Христианскую этику можно назвать теорией христианского действия.
Выражается этика христианства в христианском этосе, определённом стиле жизни, многообразном по своим проявлениям и присущим как индивидуумам, так и большим социальным группам христиан.
При сохранении неизменными базовых ценностей, каждая эпоха и различные христианские конфессии предлагают своё понимание конкретных путей воплощения христианских этических принципов в жизнь. Дальнейшему выявлению, обнаружению смысла нравственного учения христианства могут способствовать изменение социальной действительности, умонастроений и систем ценностей, усвоение философского наследия античности, развитие богословия.